# هجوم بروكسل 2017
في 20 يونيو 2017، وقع انفجار صغير في محطة بروكسل المركزية في بروكسل ببلجيكا، ولم يسفر الانفجار عن وقوع إصابات. وقال شهود العيان ان الجنود الذين كانوا يقومون بدوريات في المحطة قتلوا المشتبه فيه بعد ذلك ب 3 أو 4 طلقات. ولا تزال هويته غير معروفة.